# Fluvisol
Fluvisoly se vytvářejí na recentních fluviálních sedimentech. Fluvisoly se vyskytují v říčních nivách, které jsou nebo byly (před úpravou vodního toku) pravidelně zaplavovány povodňovou vodou. Během povodní se ukládaly sedimenty. Ve větší či menší hloubce se nachází hladina podzemní vody, která se shodně pohybuje s hladinou vody v korytě. Proto u většiny fluvisolů pozorujeme velké výkyvy hladiny podzemní vody během roku (v rozmezí i několika m).
Fluvisoly mají fluvické diagnostické znaky v důsledku periodického usazování sedimentů jako nepravidelné nebo zvýšené množství humusu či zvrstvení profilu.
Do referenční třídy fluvisoly náleží půdní typy: fluvizem a koluvizem.

## Fluvizem FL
Název fluvizem je odvozen od latinského fluvius - řeka. Dříve zvány nivní půdy. Fluvizemě se nachází v nivách vodních toků a vznikají z povodňových sedimentů. Jsou charakteristické fluvickými znaky: vrstevnatostí a nepravidelností rozložení organických látek. Zrnitost fluvizemě závisí na rychlosti vodního toku a vzdálenosti od řečiště.
Fluvizemě se vyznačují příznivými fyzikálními vlastnostmi, nacházejí se ve větších plochách, zejména nížinách, a půdotvorný proces je periodicky přerušován akumulační činností vodního toku; braunifikace je jen obtížně prokazatelná. Mimo období občasných záplav nejsou fluvizemě ovlivňovány nadbytečnou vlhkostí. Projevy glejového procesu jsou v půdním profilu patrné až hluboko.
Obsah humusu je střední, avšak prohumóznění je značně hluboké.
Původní vegetací jsou lužní lesy a jiné lužní porosty.
Stratigrafie půdního profilu: O - Ah - M - C
Subtypy: modální a glejová.

## Koluvizem KO
Koluvizem vzniká z akumulací erozních sedimentů ve spodních částech svahů, v konkávních prvcích svahů a terénních úpadech, a to nejčastěji po odlesnění, zásazích do stability svahu nebo v důsledku intenzivního zemědělského obdělávání. Mocnost akumulovaného humusového horizontu je větší než 25 cm.
Stratigrafie půdního profilu: Ap - Azx
Subtypy: modální, oglejená, karbonátová.